# زرد گامبوجی
زرد گامبوجی (به انگلیسی: Gamboge)، رنگ زرد عمیق نیمه‌شفاف به رنگ رنگدانه خردل تا زعفران است. این رنگ سنتی است که برای رنگ‌آمیزی لباس راهبان بودایی و به ویژه راهبان بودایی تراوادا داده می‌شود. فیزیکدان ژان پرین از این رنگدانه برای اثبات حرکت براونی در سال ۱۹۰۸ استفاده کرد.
میوه نارنجی گیاه گارسینیا کامبوجیا، گامبوج شناخته می‌شود.